# Desafio Internacional das Estrelas

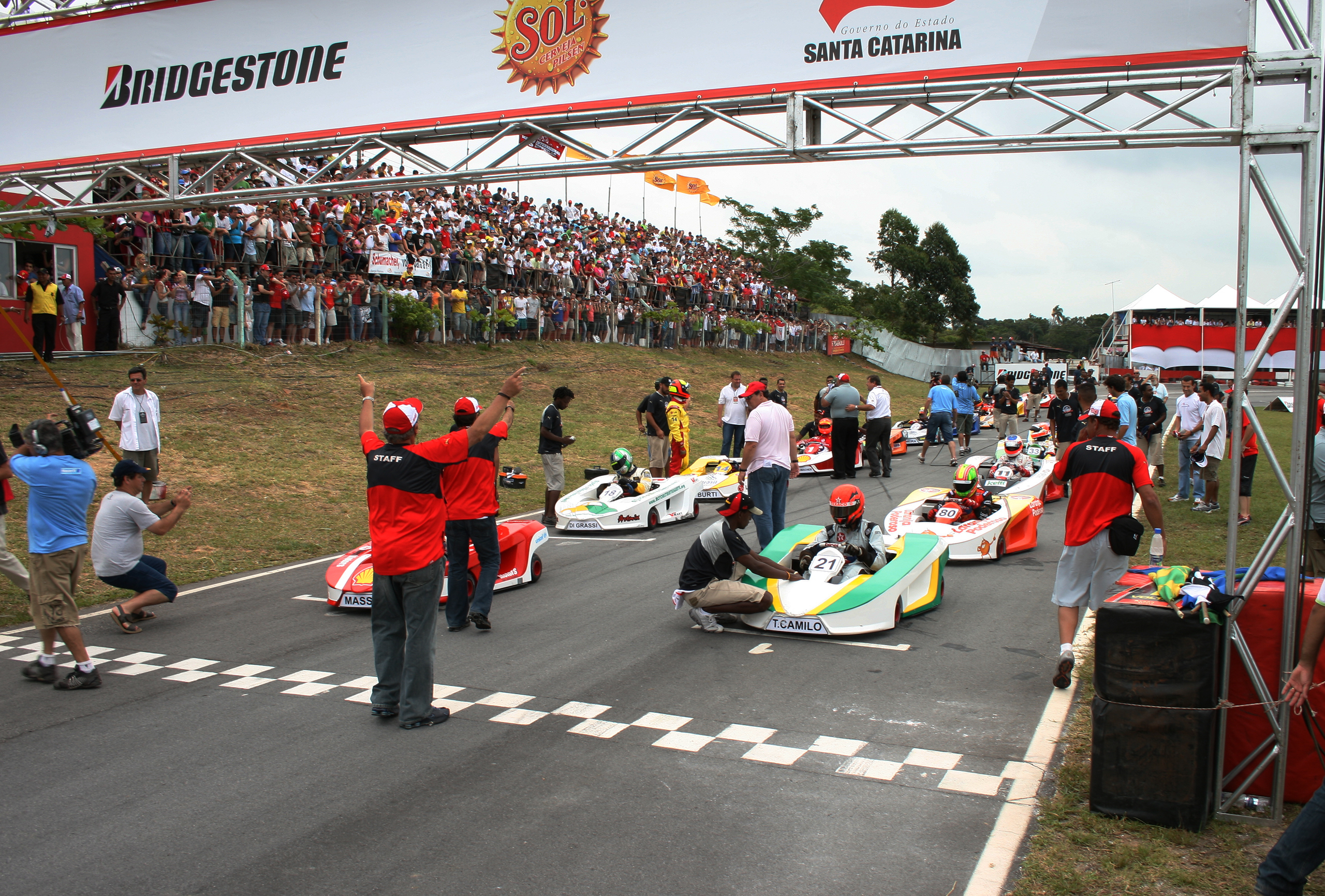
Grille de départ de la deuxième course du Desafio Internacional das Estrelas 2007.

Le Desafio Internacional das Estrelas (ou International Challenge of the Stars, en anglais) est une course de charité de karting annuelle, organisée par Felipe Massa de 2005 à 2014. La première édition s'est déroulée au Kartódromo Toca da Coruja à Bauru. De 2006 à 2008, l'épreuve se déroule sur le Kartódromo dos Ingleses de Florianópolis et depuis 2009 à l'Arena Sapiens Park, toujours à Florianópolis.
Les plus grands pilotes brésiliens des années 2000 et 2010 ont participé à cette course, comme Felipe Massa, Bruno Senna, Rubens Barrichello, Tony Kanaan, Hélio Castroneves, Lucas di Grassi ou encore Nelson Piquet Jr. De plus, le motocycliste brésilien Alex Barros a également couru dans cette compétition,. Des pilotes internationaux comme Jean Alesi et Robert Doornbos rejoignirent la compétition en 2006, Vitantonio Liuzzi a participé en 2006, 2008, 2009, 2011, 2013 et 2014, Michael Schumacher participa en 2007, 2008 et 2009, Luca Badoer en 2007 et 2008, Jeff Gordon en 2008, Jaime Alguersuari en 2010, 2011 et 2013, Jules Bianchi en 2011 et 2013, Adrian Sutil, Pastor Maldonado Jérôme d'Ambrosio et Gianni Morbidelli en 2011 prirent part à la course de karting. Fernando Alonso, Sébastien Buemi et Kamui Kobayashi aussi y participèrent en 2013,,,,,.
Après dix ans d'existence, la compétition est annulée fin 2014.

## Système de points

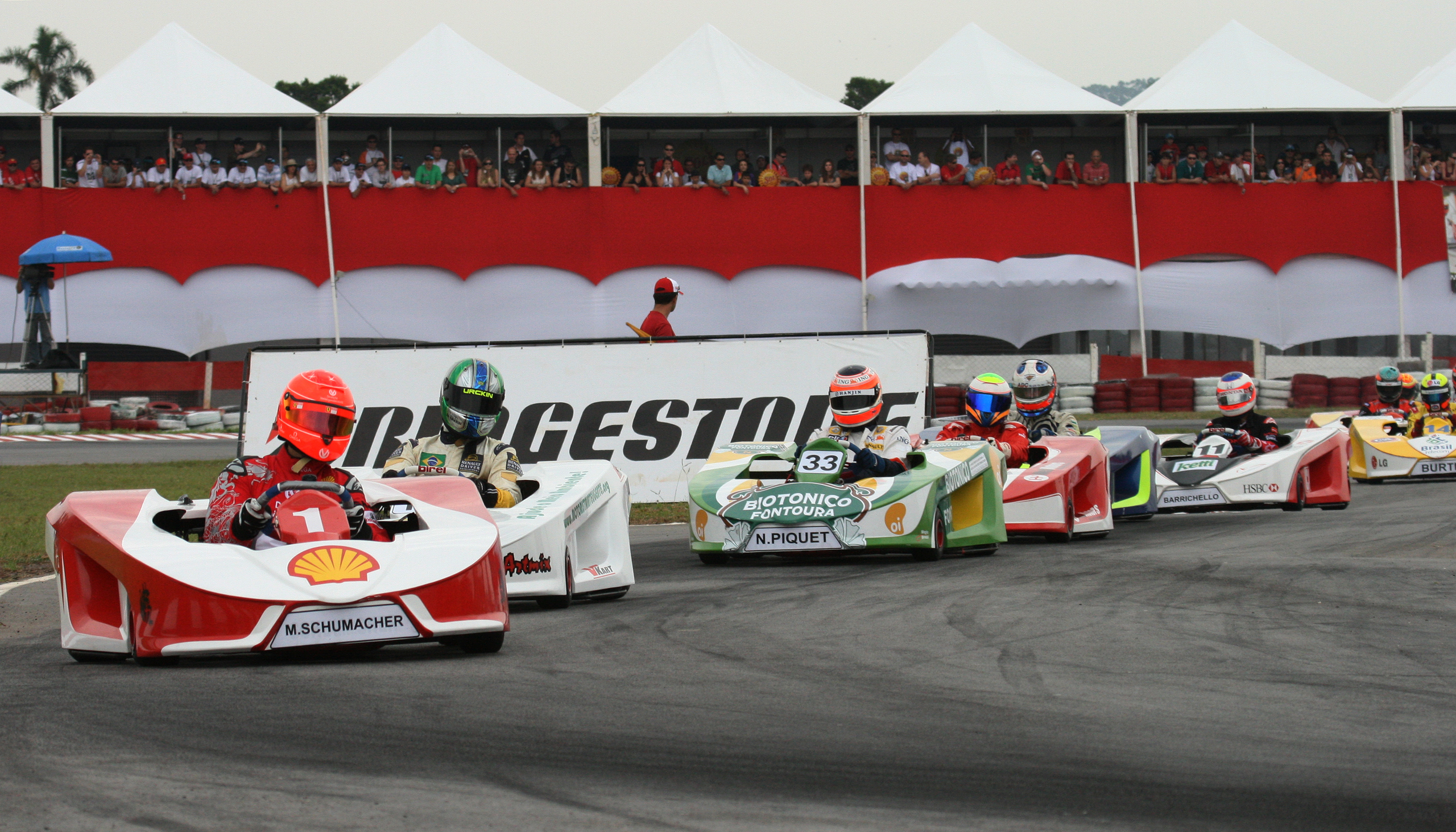
Michael Schumacher, en tête, au Desafio Internacional das Estrelas 2007. Massa est quatrième.

Le score de chaque course est établi selon le système ci-dessous :
| Points pour chaque course | Points pour chaque course | Points pour chaque course | Points pour chaque course | Points pour chaque course | Points pour chaque course | Points pour chaque course | Points pour chaque course | Points pour chaque course | Points pour chaque course | Points pour chaque course | Points pour chaque course | Points pour chaque course | Points pour chaque course | Points pour chaque course | Points pour chaque course |
| 1er                       | 2e                        | 3e                        | 4e                        | 5e                        | 6e                        | 7e                        | 8e                        | 9e                        | 10e                       | 11e                       | 12e                       | 13e                       | 14e                       | 15e                       |                           |
| ------------------------- | ------------------------- | ------------------------- | ------------------------- | ------------------------- | ------------------------- | ------------------------- | ------------------------- | ------------------------- | ------------------------- | ------------------------- | ------------------------- | ------------------------- | ------------------------- | ------------------------- | ------------------------- |
| 25                        | 20                        | 16                        | 13                        | 11                        | 10                        | 9                         | 8                         | 7                         | 6                         | 5                         | 4                         | 3                         | 2                         | 1                         |                           |

La pole position pour la course 1 vaut 2 points. À la fin des deux courses, pour que le pilote soit classé, il doit avoir achevé 75 % des tours.

## Résultats
| Année | Vainqueur final    |                    | Vainqueur de la course 1 | Vainqueur de la course 2 |                 | Lieu             | Date            |
| ----- | ------------------ | ------------------ | ------------------------ | ------------------------ | --------------- | ---------------- | --------------- |
| 2005  | Daniel Serra       |                    | Daniel Serra             | Allam Khodair            |                 | Bauru-SP         | 11 décembre     |
| 2006  | Felipe Massa       | Felipe Massa       | Antônio Pizzonia         | Florianópolis-SC         | 17 décembre     |                  |                 |
| 2007  | Michael Schumacher | Michael Schumacher | Lucas di Grassi          | Florianópolis-SC         | 25 novembre     |                  |                 |
| 2008  | Rubens Barrichello | Rubens Barrichello | Felipe Massa             | Florianópolis-SC         | 2 décembre      |                  |                 |
| 2009  | Michael Schumacher | Michael Schumacher | Felipe Massa             | Florianópolis-SC         | 28-29 novembre  |                  |                 |
| 2010  | Lucas di Grassi    | Lucas di Grassi    | Bia Figueiredo           | Florianópolis-SC         | 18-19 décembre  |                  |                 |
| 2011  | Jaime Alguersuari  | Jules Bianchi      | Jaime Alguersuari        | Florianópolis-SC         | 3-4 décembre    |                  |                 |
| 2012  | n'a pas eu lieu    | n'a pas eu lieu    | n'a pas eu lieu          | n'a pas eu lieu          | n'a pas eu lieu | n'a pas eu lieu  | n'a pas eu lieu |
| 2013  | Jules Bianchi      |                    | Jules Bianchi            | Felipe Nasr              |                 | Florianópolis-SC | 12-13 janvier   |
| 2014  | Vitantonio Liuzzi  |                    | Annulée                  | Vitantonio Liuzzi        |                 | Florianópolis-SC | 11-12 janvier   |

## Vainqueurs
| Pilote               | Champion       | Vice-champion        | Troisième                  |
| -------------------- | -------------- | -------------------- | -------------------------- |
| Michael Schumacher   | 2 (2007, 2009) |                      |                            |
| Felipe Massa         | 1 (2006)       | 3 (2009, 2010, 2011) | 3 (2005, 2008, 2014)       |
| Lucas Di Grassi      | 1 (2010)       | 1 (2008)             | 4 (2006, 2007, 2011, 2013) |
| Rubens Barrichello   | 1 (2008)       |                      | 1 (2010)                   |
| Daniel Serra         | 1 (2005)       |                      |                            |
| Jaime Alguersuari    | 1 (2011)       |                      |                            |
| Jules Bianchi        | 1 (2013)       |                      |                            |
| Vitantonio Liuzzi    | 1 (2014)       |                      |                            |
| Allam Khodair        |                | 1 (2005)             |                            |
| Nelson Angelo Piquet |                | 1 (2006)             |                            |
| Luciano Burti        |                | 1 (2007)             |                            |
| Felipe Nasr          |                | 1 (2013)             |                            |
| Sébastien Buemi      |                | 1 (2014)             |                            |
| Vitor Meira          |                |                      | 1 (2009)                   |